# Heteroponera brounii
Heteroponera brounii  (лат.) — вид мелких муравьёв (Formicidae) из подсемейства Heteroponerinae.

## Распространение
Новая Зеландия. Северный остров (Auckland, Coromandel, Waikato, Taranaki, Three Kings Islands).

## Описание
Мелкие муравьи (длина около 4 мм), гнездящиеся в почве. Семьи малочисленные, до 200 муравьёв. Самки бескрылые эргатоидные.

## Систематика
Первоначально был описан под названием Ectatomma (Acanthoponera) brownii  Forel. Автор описания швейцарский мирмеколог Огюст Форель (Forel, 1892) дал название виду в честь Thomas Broun, одного из первых энтомологов Новой Зеландии.